# Cruz-Lima-Braunrückentamarin
Der Cruz-Lima-Braunrückentamarin (Leontocebus cruzlimai) ist eine Art aus der Familie der Krallenaffen (Callitrichidae), die im westlichen Amazonasbecken im Süden des brasilianischen Bundesstaates Amazonas vorkommt. Einheimische Bezeichnungen sind sauím und sauím-vermelho oder soim-vermelho.

## Verbreitung
Das Verbreitungsgebiet ist mit Tieflandregenwald (Terra-Firme-Wald) bestanden und liegt nordwestlich der Einmündung des Rio Acre in den Rio Purus. Es wird im Süden und Osten vom mittleren Rio Purus begrenzt und im Norden von dessen Nebenfluss Rio Pauini. Ob es nach Westen bis zum Südufer des Rio Juruá reicht ist noch nicht bekannt.

## Merkmale
Der Cruz-Lima-Braunrückentamarin ist überwiegend rostfarben bis rötlich-orange, der Rücken ist schwarz und weiß-beige gescheckt, die Oberseiten von Händen und Füßen sind leicht schwärzlich. Rund um das Maul sind die Haare grauweiß, über den Augen befindet sich eine durchgehende weiße Augenbraue, die an den Enden nach unten gebogen ist. Von anderen in benachbarten Regionen vorkommenden Tamarinen kann Leontocebus cruzlimai vor allem durch die rötlich-orangen Arme und die gleichfarbene Kopfoberseite unterschieden werden.
Der Cruz-Lima-Braunrückentamarin erreicht eine Kopf-Rumpf-Länge von etwa 25 cm und eine Schwanzlänge von ca. 29 cm. Die Art wird damit etwas größer als benachbarte Tamarinarten, hat aber einen geringfügig kürzeren Schwanz.

## Systematik

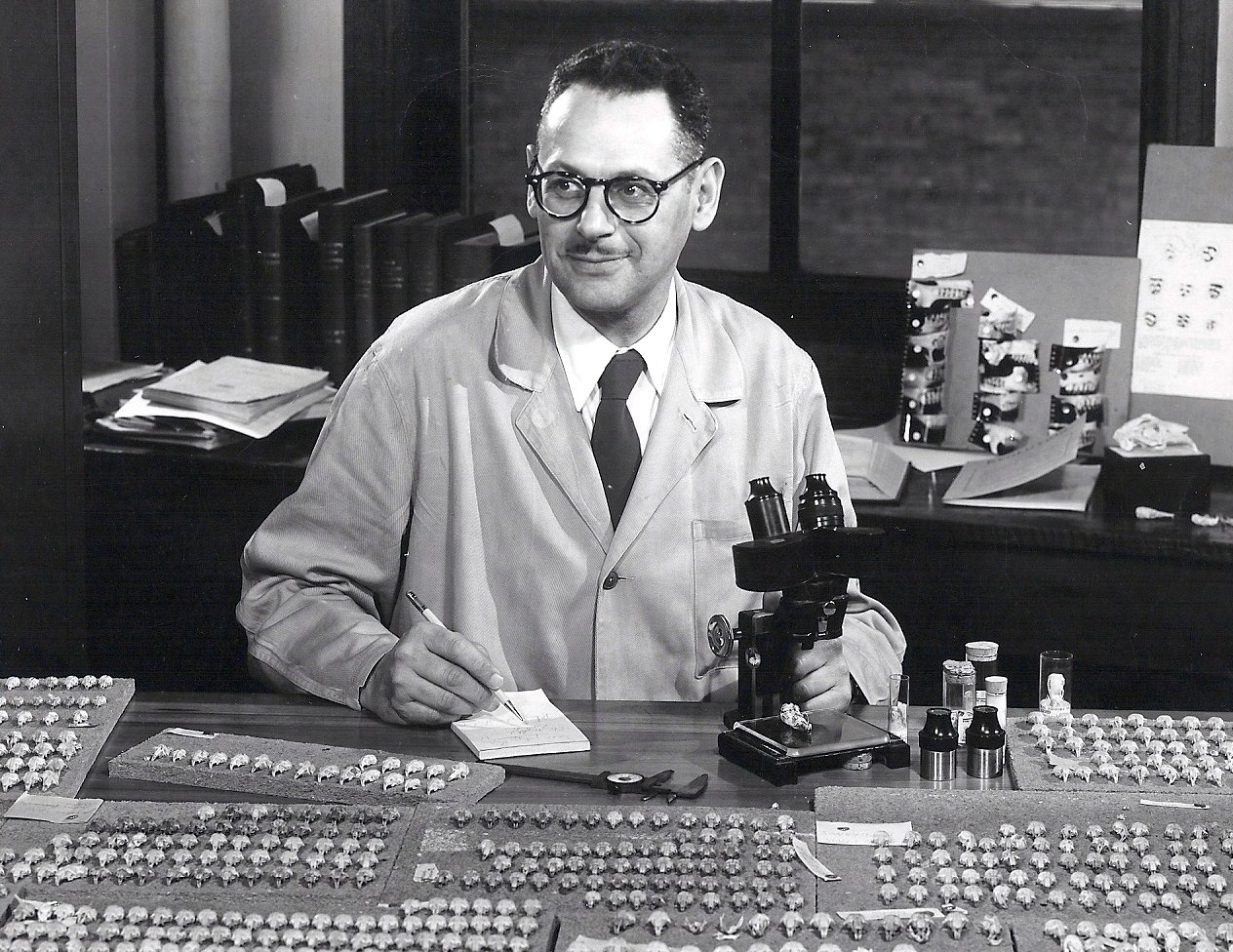
Phillip Hershkovitz

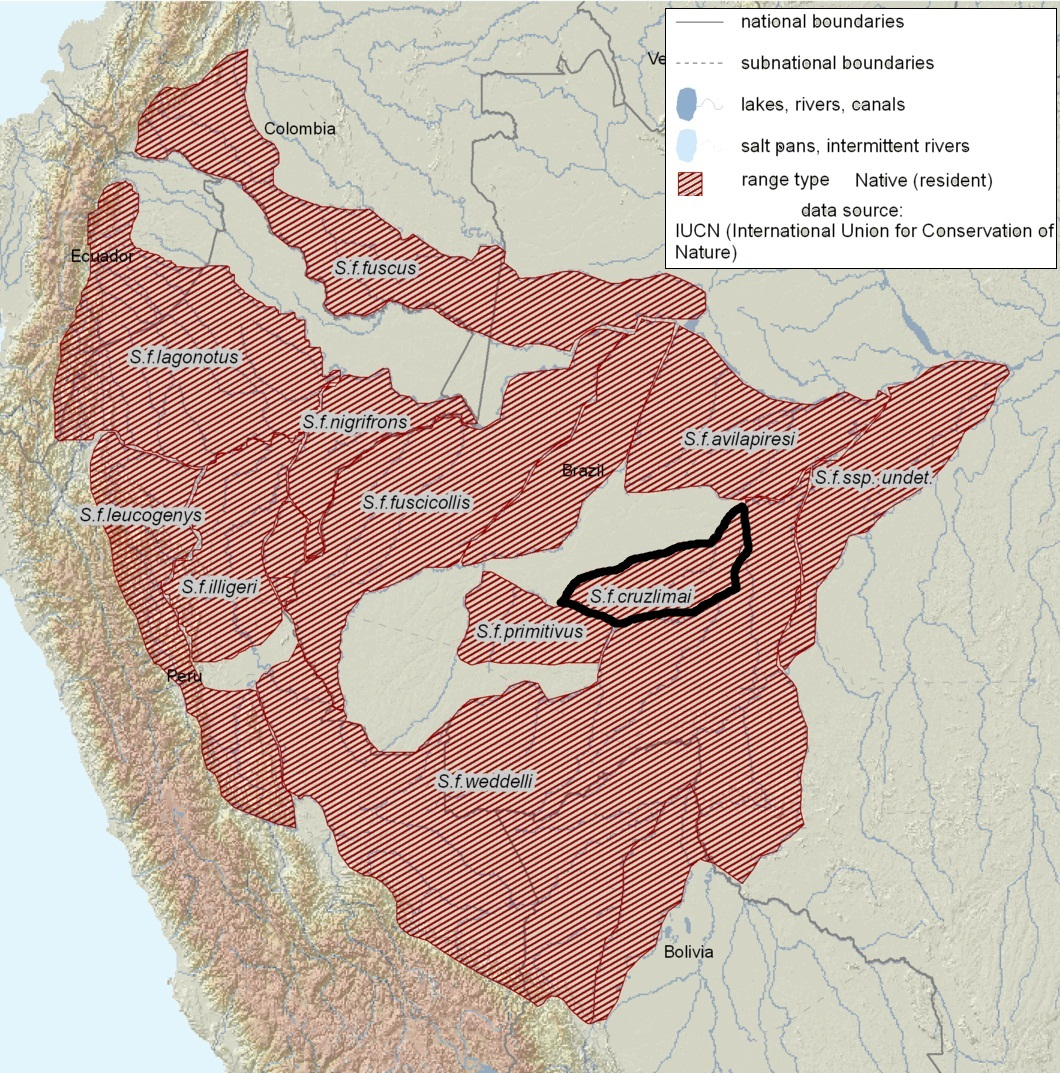
Im schwarzen Rahmen das Verbreitungsgebiet des Der Cruz-Lima-Braunrückentamarins

Der Cruz-Lima-Braunrückentamarin wurde 1966 durch den amerikanischen Mammalogen Philip Hershkovitz als Saguinus fuscicollis cruzlimai, also als Unterart des Braunrückentamarins (S. fuscicollis) beschrieben und nach Eládio Cruz Lima, Autor eines Buches über die Säugetiere Amazoniens benannt. Die Beschreibung erfolgte anhand einer Zeichnung von Eládio Cruz Lima in seinem Buch Mammals of Amazonia. Vorlage der Zeichnung von Cruz Lima war ein inzwischen verschollenes Museumsexemplar, dessen Herkunft nicht genau bekannt war und das Cruz Lima für ein Jungtier des Braunrückentamarins hielt. Da sich das Tier farblich aber vom Braunrückentamarin unterschied und Tamarine ihre Fellfärbung im Laufe des Älterwerdens nicht ändern, nahm Hershkovitz an, dass es sich um eine bisher unbeschriebene Unterart handeln müsse. Hershkovitz gab an, dass es vom oberen Rio Purus stammt. In der folgenden Zeit wurde die Form in freier Natur nicht beobachtet. Erst im Juni 2002 beobachtete Tomas van Roosmalen, Sohn des niederländischen Primatologen Marc van Roosmalen, vier Exemplare am Westufer des Rio Purus. Im Jahr 2011 wurde die Form schließlich im Purus National Forest am Nordufer des Rio Inauini und am linken Ufer des Rio Purus gefunden und fotografiert. Ein DNA-Vergleich ergab, dass die Form die Schwesterart des Schwarzmanteltamarins (S. weddelli) ist. Beide Formen haben sich vor etwa 1,16 Millionen Jahren voneinander getrennt. Die roten Krallenaffen vom mittleren Rio Purus wurden neu beschrieben und in den Rang einer eigenständigen Art erhoben. Gleichzeitig wurde die nigricollis-Gruppe innerhalb der Tamarine zu einer eigenständigen Gattung und die roten Krallenaffen bekamen so den wissenschaftlichen Namen Leontocebus cruzlimai.